# Железнодорожный транспорт в Суринаме
Железнодорожный транспорт в Суринаме — один из видов грузового и пассажирского транспорта в Республике Суринам.

## История
Одноколейная железная дорога с шириной колеи 1435 мм была построена в 1905-1912 годы, когда Суринам являлся голландской колонией с целью обеспечить возможность разработки месторождения золота в долине реки Марони. Она соединила крупнейший портовый город Парамарибо с городком Лава в восточной части страны.
В конце 1960х годов протяжённость единственной железнодорожной линии составляла 115 км.
В дальнейшем, в связи с развитием автотранспорта и увеличением количества автомашин значение железнодорожного транспорта стало постепенно снижаться, но в 1973-1974 гг. общая протяжённость железных дорог составляла около 200 км. 25 ноября 1975 года Суринаму была предоставлена независимость.
В 1986 году в стране началась партизанская война, в ходе которой в 1987 году движение железнодорожного транспорта было прекращено и не возобновилось даже после окончания боевых действий в 1992 году.
Даже в 2000е годы на некоторых заброшенных станциях можно было видеть ржавые остовы локомотивов и вагонов.

## Современное состояние
В 2012 году общая протяжённость железных дорог составляла 166 км (80 км с колеей 1435 мм и 86 км узкоколейных с колеей 1000 мм), в 2014 году было принято решение восстановить железнодорожное сообщение и в 2016 году началось строительство пригородной линии от Парамарибо до станции Онвервахт (длиной 29 км).